# Euregio Graz-Maribor
Die Europaregion Graz-Maribor wurde 2001 gegründet und umfasst die beiden Ballungsräume Graz und Maribor (Marburg an der Drau). Das Gebiet der EUREGIO Graz-Maribor ist mit dem Fördergebiet für INTERREG IIIA sowie PHARE CBC identisch. In der Region leben auf österreichischer Seite ca. 830.000 Einwohner und auf slowenischer Seite ca. 780.000 Einwohner. 
Sie ist seit 2002 in die umfassendere Europaregion Adria–Alpe–Pannonia (EU-Zukunftsregion) eingebettet.

## Motivation und Beteiligung
Das Bundesland Steiermark und Ostslowenien (Untersteiermark) hatten schon immer eine enge kulturelle Verbindung, waren beide Teil des Herzogtums Steiermark. Der erste bilaterale Vertrag war ein 1987 geschlossener Städtepartnerschaftsvertrag zwischen Graz und Maribor. 
Beteiligt sind
- die steirischen Bezirke Deutschlandsberg, Graz, Graz-Umgebung, Hartberg-Fürstenfeld, Leibnitz, Südoststeiermark, Voitsberg und Weiz
- und die slowenischen Planungsregionen Koroška, Podravska, Pomurska und Savinjska

Die urbanen Zentren der Region, die steirische Landeshauptstadt Graz mit ca. 303.000 Einwohnern und die Agglomeration Maribor mit etwa 170.000 Menschen, haben etwa ein Drittel der Einwohner der Region, was ihren primär ländlichen Charakter darstellt.

## Aufgaben und Ziele
Die EUREGIO soll die bilaterale Zusammenarbeit zwischen den beiden Ländern stärken und eine gemeinsame Plattform für grenzüberschreitende Projekte und Aktionen bieten. Dadurch sollen Entwicklungshemmnisse der beiden Gebiete abgebaut sowie Netzwerke und Beziehungen auf wirtschaftlicher, kultureller und gesellschaftlicher Ebene aufgebaut werden. Hier will man vor allem in Fragen der Wirtschaft, des Tourismus, der Umwelt, der Landwirtschaft, der Telekommunikation und der Raum- und Verkehrsplanung gemeinsam auftreten. Die EUREGIO ist auch in die österreichisch-slowenische Raumordnungskonferenz eingebunden. Man will ein nachhaltiges Standortmanagement durch Kooperation von Raum- und Verkehrsplanung erreichen. Es sollen die bilateralen Strukturen verbessert und ausgebaut werden.